# Man on Fire (film, 1987)
Pour les articles homonymes, voir Man on Fire.
Pour plus de détails, voir Fiche technique et Distribution.
Man on Fire est un  film franco-italien coécrit et réalisé par Élie Chouraqui, sorti en 1987. Il s'agit de l'adaptation du roman du même nom d'A.J. Quinnell (en).

## Synopsis
John Creasy est un ancien agent de la CIA, ayant servi durant la Guerre du Viêt Nam ou encore à Beyrouth. À l'époque des Brigades rouges pendant les « années de plomb », il est engagé pour protéger Samantha Balletto, la fille pré-adolescente d'une riche famille américaine vivant en Italie, dans une somptueuse villa au bord du lac de Côme. Malgré son caractère introverti, John se lie avec la jeune fille, dont les parents sont souvent absents. Un soir, Sam est kidnappée et Creasy gravement blessé.

## Fiche technique
Sauf indication contraire, les informations mentionnées dans cette section peuvent être confirmées par les bases de données cinématographiques IMDb et Allociné,  présentes dans la section « Liens externes ».
- Titre original français : Man on Fire
- Titre original italien : Kidnapping - Pericolo in agguato (Un uomo sotto tiro pour l'édition home DVD)
- Titre francophone alternatif : L'Homme de feu[1]
- Réalisation : Élie Chouraqui
- Scénario : Élie Chouraqui et Sergio Donati avec la participation non créditée de Fabrice Ziolkowski, d'après le roman homonyme d'A.J. Quinnell (en)
- Musique : John Scott
- Direction artistique : Giantito Burchiellaro
- Décors : Bruno Amalfitano
- Costumes : Alberte Barsacq
- Photographie : Gerry Fisher
- Son : Laurent Quaglio
- Montage : Noëlle Boisson
- Production : Arnon Milchan
- Production déléguée : Claudio Mancini
- Production associée : Robert Benmussa
- Sociétés de production : 7 Films Cinéma ; Cima Produzioni, Embassy International Pictures, Sep Films et France 3 Cinéma (coproduction)
- Société de distribution : Acteurs Auteurs Associés (France)
- Pays de production :  France /  Italie
- Langues originales : français, anglais et italien
- Format : couleur  (Eastmancolor) - 35 mm - 1,66:1
- Genres : thriller, drame, action
- Durée : 92 minutes(VistaVision) - son Dolby
- Dates de sortie[1] :
  - France : 4 septembre 1987
  - Suisse romande : 8 septembre 1987
  - Italie : 24 mai 1988
- Classification :
  -  France[2] : Tous publics (visa d'exploitation no 63103 délivré le 28 août 1987)

## Distribution
- Scott Glenn (VF : Pierre Hatet) : John Creasy
- Jade Malle : Samantha « Sam » Balletto
- Joe Pesci (VF : Philippe Peythieu) : David
- Brooke Adams : Jane Balletto
- Jonathan Pryce (VF : Hervé Bellon) : Michael
- Paul Shenar (VF : Bernard Lanneau) : Ettore Balletto
- Danny Aiello : Conti
- Laura Morante : Julia
- Giancarlo Prati : l'inspecteur Satta
- Inigo Lezzi : Bellu
- Alessandro Haber : Sandri
- Franco Trevisi : Rabbia
- Lou Castel : Violente
- Lorenzo Piani : Bruno Lezzi
- Giuseppe Cederna : Snake
- Giovanni Mauriello : Elio
- Frederica Tatulli : la femme d'Elio
- Anita Zagaria : la femme de Conti
- Enrica Rosso : Maria

## Production

### Genèse et développement
Man on Fire est l'adaptation cinématographique du roman L'Homme de feu (Man on Fire) d'A.J. Quinnell (en), un pseudonyme d'écrivain longtemps non connu, puis identifié : il s'agit du romancier anglais Philip Nicholson.
En 1980, le producteur américain Arnon Milchan, fondateur de Regency Enterprises, achète les droits du roman. Il souhaite initialement que Sergio Leone réalise le film, avec Robert De Niro dans le rôle principal. Tony Scott sera ensuite attaché au projet. Le projet stagne après de multiples réécritures. Tony Scott, qui ne fait pas l'unanimité chez les producteurs, part tourner Top Gun (1986). Le projet se monte alors en Europe avec le Français Élie Chouraqui comme réalisateur. Tony Scott réalisera finalement une nouvelle adaptation du roman, sortie en 2004, avec Denzel Washington dans le rôle de John Creasy. Cette version situe l'action à Mexico.

### Attribution des rôles
Alors que le producteur Arnon Milchan voulait Robert de Niro, Tony Scott envisageait Marlon Brando ou Robert Duvall dans le rôle principal. Alors que le projet se concrétise en Europe, le rôle revient finalement à Scott Glenn

### Tournage
Le tournage a lieu en Italie : à Rome et en Lombardie (Lac de Côme et Milan).

## Distinction
En 1987, Man on Fire est présenté au Festival du cinéma américain de Deauville 1987, hors compétition dans la catégories Premières.

## Anecdote
Le thème musical de John Scott a été repris sans être crédité dans deux autres films : Randonnée pour un tueur (1988) de Roger Spottiswoode et Piège de cristal (1988) de John McTiernan.